# Гребо (язык)
Гребо (северный гребо) — язык группы кру семьи атлантическо-конголезских языков, распространенный на юго-западе Либерии и являющийся родным для ее жителей. Самоназвание — клепо.

## Генеалогическая и ареальная информация
Северный гребо (или гребо) входит в объединение языков гребо (состоит из пяти языков — центральный гребо, южный гребо, северный гребо, гболоо гребо и барклайвилль гребо) из группы кру. Языки этой группы широко распространены в Либерии. Гринберг относил их к языкам ква семьи атлантик-конго. Однако Вестерманн и Брайан выделяют их в отдельную группу.
Северный гребо распространен на юго-западе Либерии недалеко от границы с Кот-д’Ивуаром. В этой географической зоне с ним соседствуют другие  языки групп кру, а также группа ква.

## Социолингвистические сведения
По данным этнолога язык является родным для 150 000 носителей на территории Либерии. На данный момент язык активно используется и передается следующим поколениям в устном и письменном виде и не находится под угрозой исчезновения. По Международной шкале, разработанной Льюисом и Симонсом (2010 г.), ему присвоен уровень 5 - письменный язык.
Он был одним из первых языков Западной Африки, открытых и изученных европейскими и американскими миссионерами.  Именно поэтому большое влияние на орфографию языка оказали миссионерские тексты. Наиболее значимым автором таких текстов является епископ Ауэр, опубликовавший в 1873 собрание гимнов. Предложенная им орфография легла в основу грамматики Иннес Гордон. Значительный вклад в развитие языка так же сделал Джон Лейтон Уилсон. 
В ареале распространения языков гребо языковые сообщества чаще всего многоязычны, что характерно для Африки. Экзогамия и потребности торговли способствуют этому явлению. Наиболее тесный контакт установлен и либерийским английским (пиджин).

## Типологическая характеристика

### Тип выражения грамматических значений
Гребо- синтетический язык. Грамматические значения выражаются суффиксами. Пр и этом каждому суффиксу соответствует несколько вариантов, находящихся в дополнительной дистрибуции. Префиксы не представлены.
Примеры:
1.Форма будущего времени, относящегося к завтра
ne pi-à                     bla      ne
Я  готовить-FUT1  рис  PartCl
Я приготовлю рис завтра.
2.Образование пассива
ɔ       wɛ-e-da                       ne
это ломаться-PAS-PST2 PartCl
Оно было сломано (кем-то, давно).
Однако присутствуют и черты аналитизма. Некоторые грамматические значения в глагольных фразах могут выражаться глаголом-связкой. (Например, оттенок намерения — связкой mi). Кроме того, в языке отсутствуют падежи.

### Границы между морфемами
Язык гребо- агглютинативный. Морфемы присоединяются после корня и нанизываются одна на другую.
Примеры:
1. Множественное число от некоторых существительных образуется прибавлением сразу двух суффиксов показателей множественного числа
suku-i-a,             pudi-a-bo
школа-PL-PL     охотник-PL-PL
2. Глагольные формы
ne du-i-ê-dɔ-o                            Do   bla   ne
я   толочь-IMP-DAT-PST1-там До   рис  PartCl
Я толок рис для До там (вчера).

### Порядок слов
Базовый порядок слов- SVO
Примеры:
1.ne du-da             bla  ne
я   толочь-PST2 рис PartCl
Я истолок рис (давно)
2. Do mu-na        London   ne
   До  уйти-PST2 Лондон PartCl
До отправился в Лондон (давно).
Глагол muna присоединяет прямое дополнение — Лондон.

### Локус маркирования
Посессивная именная группа маркируется с помощью специальной связки -a. Таким образом в языке представлено зависимостное маркирование, где вместо флексии используется отдельное слово.
Примеры:
1. Конструкция с именем существительным

kë        a          kae
вождь PartPos дом
Дом вождя
2. Местоименная конструкция. В конструкции с местоимением посессивность не отмечена специальной частицей, вместо этого использованы притяжательные местоимения.
a      kae
наш дом
na   kae
мой дом
В предикации маркирование нулевое. Синтаксическая связь между членами предложения выводится из порядка слов.
ne  bi-da               yu          nɔ no
я   побить-PST2 ребенок DemAdj
Я побил этого ребенка (давно)

### Тип ролевой кодировки в предикации
Гребо- беспадежный язык и относится к директному типу. Ни агенс, ни пациенс не маркируются.
Примеры:
1. Клауза с двухместным глаголом.

Do   hi      kë       gbè       ne
До дать вождь собака PartCl
До дал вождю собаку.
ɔ       ple-da             yu          ni      ne
она купать-PST2 ребенок вода PartCl
Она искупала ребенка водой (давно).
2. Агентивная клауза с одноместным глаголом
kë         a         yu          mu-e              ne
вождь  PartPos  ребенок идти - PST1 PartCl
Ребенок вождя ушел сегодня.
a    hlé          ne    yu-ka                 ne
он говорить как  ребенок-COMP PartCl
Он разговаривает как ребенок.
3. Пациентивная клауза с одноместным глаголом.
bla   du-ié            ne
это толочь-PAS PartCl
Рис был истолочен.

## Яркие языковые особенности
Хотя гребо - язык с долгой письменной историей, его орфография до сих пор не стандартизирована строго. Наиболее авторитетным источником в этом вопросе, на который опираются авторы грамматик, считается епископ Ауэр, предложивший в своих миссионерских текстах наиболее целостную орфографическую систему.
От некоторых основ имен существительных множественное число может образовываться присоединением как одного, так и двух показателей множественного числа. При этом семантически они неразличимы.
Примеры:
tuu            tu-i                   tu-i-a
барабан   барабан-PL    барабан-PL-PL

В развитой вокальной системе языка представлены 9 ротовых гласных, 7 из которых имеют носовые соответствия. В корнях и на стыке корней с суффиксами присутствует гармония гласных.
Например,
du- ô                te-o
pound there    descend there,
где о - показатель места, приобретает назальность в позиции после носового.
В позициях, где фонологически возможен только носовой гласный, назальность никак не помечается. В следующем примере в слове представлен назальный гласный, однако он никак не маркирован графически.
buo [buô] father
Как и во многих языках Африки, тон является смыслоразличительным. В системе языка выделяется 4 основных тона. Так лицо местоимения может быть выражено  только тоном.
Примеры
na2 kae      na3 kae
мой дом    твой дом

Действует закон закрытого слога и ограничения на кластеры согласных — возможен только тот кластер, в котором второй согласный представлен звуком l или w.
Грамматические значения выражаются с помощью суффиксов. При этом каждому значению как правило соответствует несколько суффиксов, находящихся в дополнительной дистрибуции.
В позиции субъекта и объекта выступают разные типы личных местоимений. Также существуют отдельные типы для каждого из четырех наклонений глагола.
У каждого глагола существует две основы, которые в равной степени могу присоединять показатели времени и места. При этом первичная имеет значение совершенного вида. От нее с помощью суффикса образуется основа несовершенного вида.
Если глагол может присоединить два дополнения, то их порядок не важен (но только если смысл предложения однозначен).

## Список сокращений
FUT - будущее время, относящееся к завтра у глагола
PAS - суффикс, образующий пассив у глагола
PST1- показатель прошедшего времени у глагола
PST2 - показатель давнопрошедшего времени у глагола
PartCl - частица, обозначающая конец клаузы
PartPos- частица, служащая для обозначения посессивности
PL - суффикс множественного числа у существительного
IMP - показатель имперфектива у глагола
DAT - показатель датива у глагола
Adj - суффикс для образования прилагательного от существительного
COMP - показатель сравнения у существительного, с которым сравнивают